# Tadeusz Miksa
Tadeusz Józef Miksa (ur. 11 kwietnia 1926 w Krakowie, zm. 5 grudnia 1989 tamże) – polski piłkarz.

## Życiorys
Tadeusz Miksa urodził się w Krakowie i rozpoczął grę w piłkę nożną w swojej lokalnej drużynie Cracovii przed wybuchem II wojny światowej. Jego kariera piłkarska została początkowo wstrzymana we wczesnych latach wojny, ale rozpoczął on treningi podczas okupacji hitlerowskiej w Polsce. Po wojnie Tadeusz Miksa mógł rozpocząć karierę piłkarską, przechodząc do pierwszej drużyny Groble. 
W 1950 wrócił do Cracovii, grając w I lidze. W pierwszym sezonie nie zagrał dla Cracovii w żadnych ligowych występach. Zmieniło się to jednak w jego drugim sezonie, kiedy Miksa zaliczył 2 występy w lidze. Tadeusz Miksa przeniósł się na północ Polski w 1952 roku, kiedy dołączył do Lechii Gdańsk. Zadebiutował w Lechii w Rajdzie Pucharu Młodych Liderów, grając z Polonią Bytom w meczu wygranym z wynikiem 1:0. Piłkarz zaliczył 22 występy dla Lechii w swoim pierwszym sezonie, w tym 9 w I lidze. W swoim drugim sezonie w klubie zaliczył 21 ligowych występów, w tym swojego pierwszego i jedynego gola w najwyższej klasie rozgrywkowej. Na sezon 1954 dołączył do Wisły Kraków, grając przeciwko Górnikowi Radlin. W sezonie 1953 Miksa zagrał w sumie 9 występów dla Wisły, w tym 8 w lidze. Miksa nie pojawił się w żadnym występie w sezonie 1954, ani sezonie 1955. 
Do gry powrócił w 1957 roku, kiedy dołączył do Hutnika Kraków, spędzając w nim kolejne cztery sezony. W 1960 roku jego rola uległa zmianie i został zawodnikiem-menedżerem, kiedy dołączył do Sparty Kazimierz Wielki. Pełnił tę rolę w klubie przez nieco ponad sezon, zanim zaczął pełnić tę samą rolę w klubie Naprzód Jędrzejów, aż do przejścia na emeryturę w 1962 roku. Pierwsza rola Miksy w zarządzaniu klubem miała miejsce w latach 1970-1971 w Cracovii, dzieląc tę rolę z Romualdem Meusem. Późniejszymi klubami, którymi zarządzał Miksa, były Hutnik Kraków i Lotnik Wrocław.
Zmarł 5 grudnia 1989 roku w Krakowie, i został pochowany na Cmentarzu Komunalnym Grębałów w Nowej Hucie.